# Пече, Роман Эрих
Ро́ман Э́рих Пе́че (нем. Roman Erich Petsche; 3 февраля 1907, Готшее, Австро-Венгрия — 1993, Рид-им-Иннкрайс, Австрия) — австрийский художник и педагог. Во время Второй мировой войны спас двух еврейских детей в городе Нови-Сад, удостоен звания праведник народов мира.

## Биография
Родился в городке Готшее (ныне — Кочевье, Словения). Вырос в немецкоязычном окружении, получил звание «magister artium» в Венской академии изящных искусств и потом работал учителем. Жил в Риде в Тироле на западе Австрии.
В 1944 году он служил офицером вермахта в югославском (тогда венгерском) городе Нови-Сад. Он жил в доме местной еврейской семьи Чарни. Глава семьи адвокат Тибор Чарни во время вторжения вермахта попытался бежать в Будапешт, но был схвачен и отправлен в концлагерь. В доме осталась его семья: родители, тётя Ольга, жена Вера и две пятилетние дочери — близнецы Мирьям и Хава.
25 марта 1944 года 4000 евреев должны были быть депортированы в концлагерь Освенцим. Пече решил спасти девочек. Ночью Пече вывез их в Будапешт, выдавая в пути за собственных детей. Оказал помощь и остальной части этой семьи, хотя в результате последующего ареста взрослые её члены всё же оказались в Освенциме, а одна из родственниц скончалась от болезни. Дети и их выжившая в лагере тётя после войны выехали в Израиль.
После войны работал в Линце с 1945 до 1950 в сфере образования. С 1950 года руководил школами, в том числе в качестве специального инспектора по художественному образованию в нескольких федеральных землях. В 1972 году он вышел на пенсию и поселился в городе Рид-им-Инкрайс.
Кроме профессиональной карьеры Пече писал картины в стиле особого коллажа и некоторые из них после его смерти успешно продавались. Его работы выставлены, в частности, в музеях Рида и Граца.
3 мая 1982 Яд ва-Шем признал Романа Пече праведником народов мира.
Роман Пече скончался 20 июня 1993 года в городе Рид-им-Иннкрайс, Верхняя Австрия.